# Karpe
Karpe (do 2018 roku jako Karpe Diem) – norweski zespół hip-hopowy założony w 2000 roku. W skład zespołu wchodzą: Magdi Omar Ytreeide Abdelmaguid, Chirag Rashmikant Patel oraz DJ Marius Thingvald, który dołączył do grupy gdy opuścił ją Greger Thorvaldsen (DJ Regelgreger).

## Historia
Chirag i Magdi poznali się w Oslo Handelsgymnasium w 2000. Zespół założyli z myślą o udziale w konkursie Ungdommens Kulturmønstring (UKM), który później wygrali. Od tego czasu grupa wystąpiła m.in. na Quartfestivalen, by:Larm, Rådhusplassen w Oslo, Rockefeller oraz w Oslo Spektrum. Karpe Diem to zespół zaangażowany politycznie. Głównymi tematami utworów, poza typowo hiphopowymi, są: rasizm, nietolerancja, poczucie tożsamości, problemy społeczne. Za swoją zasadę muzycy przyjęli niekoncentrowanie się wyłącznie na występach na dużych, masowych imprezach, za priorytetowy uznając kontakt z publicznością - koncertowanie w małych klubach czy domach kultury w małych miasteczkach - "tam gdzie są ludzie".
18 maja 2004 wydana została debiutancka EP-ka grupy - Glasskår, pochodzący z niej utwór «Skjønner Du» trafił na listę VG-lista Topp20. EP-ka została dobrze przyjęta przez krytykę i publiczność. W 2006 został wydany pierwszy album długogrający, Rett Fra Hjertet, który, promowany singlem «Piano», sprzedał się w ponad 18 000 egzemplarzy i przyniósł zespołowi popularność w całej Norwegii. Za album zespół otrzymał nagrodę "Alarmprisen 2007" w kategorii hip hop/rap.
W 2008 zrealizowano single «Stjerner», «Under overflaten», «Vestkantsvartinga ft. Pumba» i «Fireogtyvegods» promujące album Fire vegger, wydany 29 września 2008 roku. Płyta sprzedała się w ponad 33 000 egzemplarzy. Za album zespół otrzymał nagrodę Spellemannprisen 2008 w kategorii hip-hop. Zespół został także nominowany do MTV Europe Music Awards 2008 w kategorii najlepszy norweski wykonawca.
Zespół Karpe Diem współpracował m.in. z Son of Light, Gatas Parlament, El Axel, Apollo i Tommy Tee.

## Dyskografia
- 2004 - Glasskår - EP
- 2006 - Rett fra hjertet
- 2008 - Fire vegger
- 2010 - Aldri solgt en løgn
- 2012 - Kors på halsen, ti kniver i hjertet, mor og far i døden
- 2016 - Heisann Montebello
- 2018 - MARS — EP, saman med Arif og Unge Ferrari
- 2019 -SAS PLUS / SAS PUSSY – EP
- 2022 - Omar Sheriff

## Nagrody i wyróżnienia
| Rok  | Kategoria | Tytułem     | Nagroda          | Nota | Źródło |
| ---- | --------- | ----------- | ---------------- | ---- | ------ |
| 2009 | Hip-hop   | Fire Vegger | Spellemannprisen | Laur | [ 4 ]  |